# Éthique du cheval

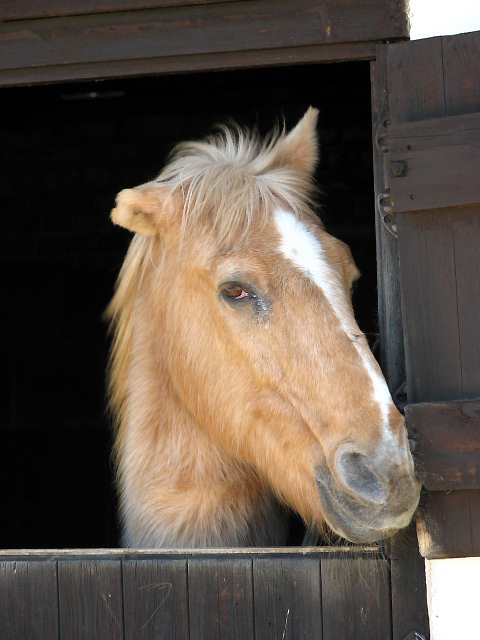
Cheval palomino en box, visiblement en mauvaise santé.

Vous lisez un « bon article » labellisé en 2016.
L'éthique du cheval est un champ de réflexion éthique et philosophique autour du cheval, visant à questionner le comportement humain envers cet animal, et à le modifier en cas de pratiques non-éthiques. Il inclut des questionnements quant aux choix d'élevage, de détention, d'utilisation (sportive notamment) et de fin de vie, en relation étroite avec la notion de respect et de bien-être du cheval. Ce débat se cristallise plus particulièrement autour de sujets sensibles tels que l'abattage du cheval, la consommation de sa viande, son statut juridique, la zoophilie, le dopage dans le milieu sportif, une éventuelle retraite après l'exploitation du cheval par l'être humain, le choix de l'euthanasie et la destination du corps de l'animal (équarrissage ou enterrement) après sa mort. Les demandes sociétales portent notamment sur une reconnaissance du cheval en tant qu'animal de compagnie, et sur une meilleure prise en compte de sa sensibilité.
L'éthique du cheval est influencée par le véganisme et les revendications antispécistes, portées par le mouvement de la libération animale. L'abattage, l'hippophagie, le dopage et la zoophilie font l'objet d'un fort rejet, dans un contexte de mondialisation des échanges et des sports équestres. Ces questionnements touchent toute l'économie et les aspects légaux de l'équitation, du sport hippique et de l'élevage équin.

## Définition et problématique

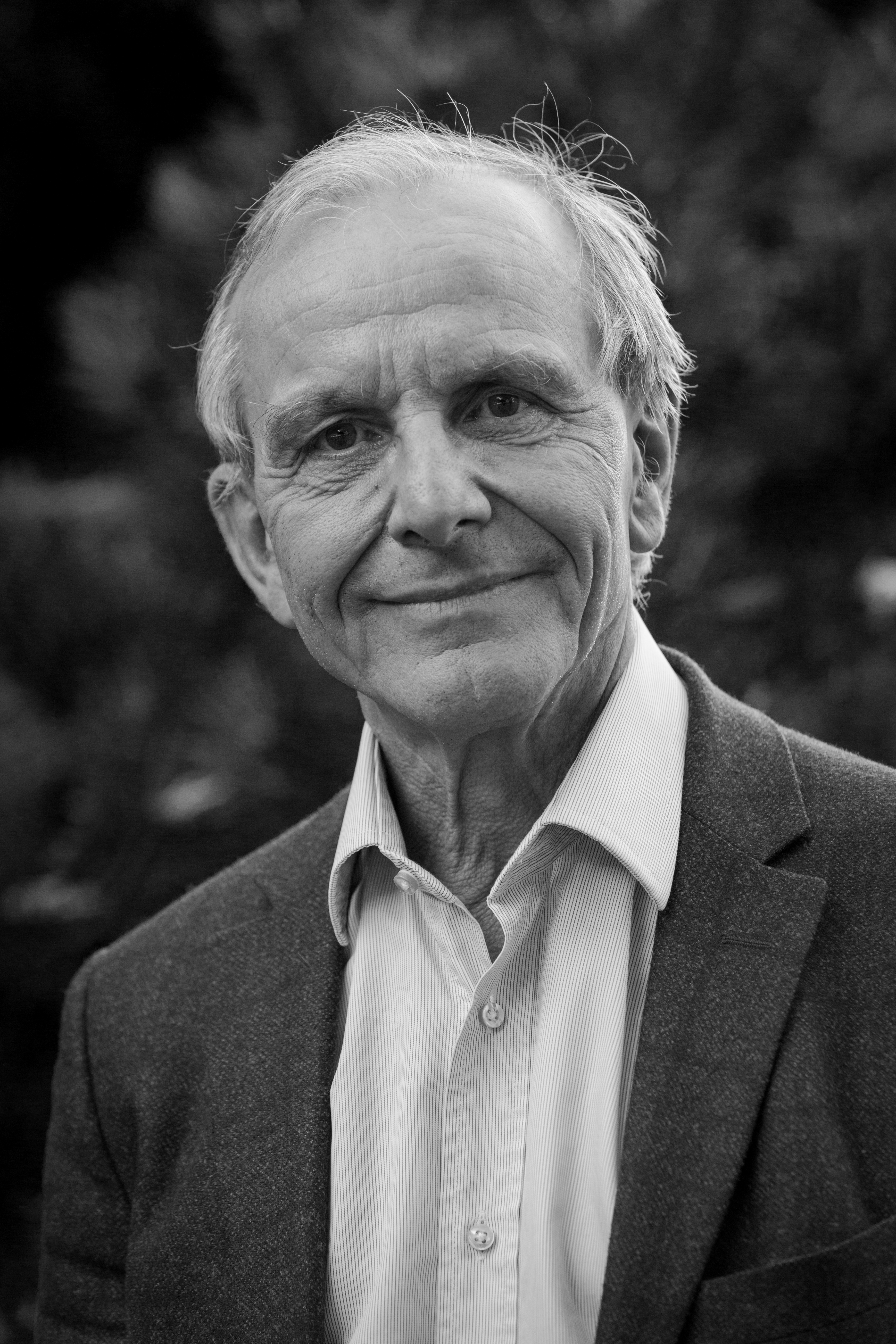
Axel Kahn fait partie des personnalités impliquées pour davantage d'éthique dans les rapports avec les chevaux.

D'après la définition qu'en fournit le haras national suisse, l'éthique envers le cheval consiste à remettre en question le comportement de l'être humain envers l'animal, pour « décider en son âme et conscience de ce qui est correct et de ce qui ne l’est pas, et agir en conséquence ». Elle vise à traiter le cheval dans le respect de sa dignité et de son bien-être, tout en assurant l’utilité et l’usage qu'en attendent les êtres humains. Cette responsabilité repose en premier lieu sur les personnes qui sont en relation directe avec des chevaux (cavaliers, propriétaires, éleveurs, palefreniers, équithérapeutes)... Elle inclut aussi une réflexion sur l'orientation des pratiques d'élevage, par exemple en cas de sélection d'hypertypes.
Pour être éthique, une pratique ou une contrainte doit respecter la dignité du cheval. C'est le cas seulement « si l'éventuelle contrainte est justifiée par des intérêts prépondérants » : la contrainte imposée au cheval et les intérêts sont mis en balance. Si la contrainte infligée à l’animal pèse davantage que les intérêts des parties concernées, elle peut être définie comme abusive. L'éthique envers le cheval implique « l'acquisition de connaissances sur cet animal, le développement d'une sensibilité sur les dangers encourus par les chevaux, le refus que l'ambition et les intérêts économiques prennent le dessus, et le respect des aptitudes naturelles de l'animal ». D'après Jean-Baptiste Jeangène Vilmer, le cheval fait partie des animaux chez lesquels le monde scientifique reconnaît la possibilité de souffrir. Il est souvent pris comme exemple de la souffrance animale. D'après le généticien et éthicien Axel Kahn, « le stress du cheval est de même nature que le nôtre. Il ressent du bien-être, du mal-être ». Le cheval a toujours bénéficié d'un statut particulier au sein des animaux domestiques, dans la mesure où son utilisation est généralement autre qu'alimentaire. Cependant, les conditions de vie qui lui sont imposées par l'être humain, généralement dans un box et en solitaire, sont très différentes de celles dont cet animal dispose à l'état naturel.

### Exemples de pesées d’intérêts
La réflexion éthique par pesée d'intérêts permet d'analyser de multiples traitements infligés aux chevaux. Par exemple, le marquage au fer rouge, qui avait une fonction pour permettre d'identifier les chevaux, n'est justifié que par la publicité et le marketing depuis la généralisation de la puce électronique. Cet aspect a motivé son interdiction en Allemagne. Le rasage des vibrisses du cheval est lui aussi considéré comme contraire à l'éthique, dans la mesure où il n'est justifié que par des considérations esthétiques, et entraîne une souffrance chez le cheval du fait de la perte d'organes sensoriels.

### Multiplicité des points de vue
« Les premiers [les agriculteurs] considèrent la fin de la vie des plantes et des animaux comme l’aboutissement normal d’un cycle de production, mais pourtant plusieurs d’entre eux conservent longtemps un cheval de travail, même s’il n’est plus utile et rentable. Quant aux urbains, en particulier les urbaines – sauf quelques différences variables entre anglo-saxons et latins –, ils refusent de manger de la viande de cheval, mais n’éprouvent aucun remords à manger du poulet, à empoisonner un rat ou à nourrir leur chien avec, peut-être sans le savoir, du cheval en boîte importé d’Amérique du Sud. »

— Haras national suisse
La définition de ce qui est acceptable ou non pour le cheval se heurte aux biais culturels : en fonction de la relation entretenue par chaque peuple avec les chevaux et de l'histoire personnelle de chacun, certaines pratiques seront considérées comme inacceptables par les uns, alors que d'autres les trouveront acceptables. L'exode rural et la mondialisation des sports équestres et hippiques posent le problème du consensus à trouver. Un grand nombre de pratiques du monde équestre sont jugées contraires à l'éthique, parmi lesquelles l'usage d'un mors sévère, celui de la cravache, des méthodes d'entraînement comme le rollkur et le barrage, l'usage de chocs électriques et la domination du cheval par la force.

## Histoire

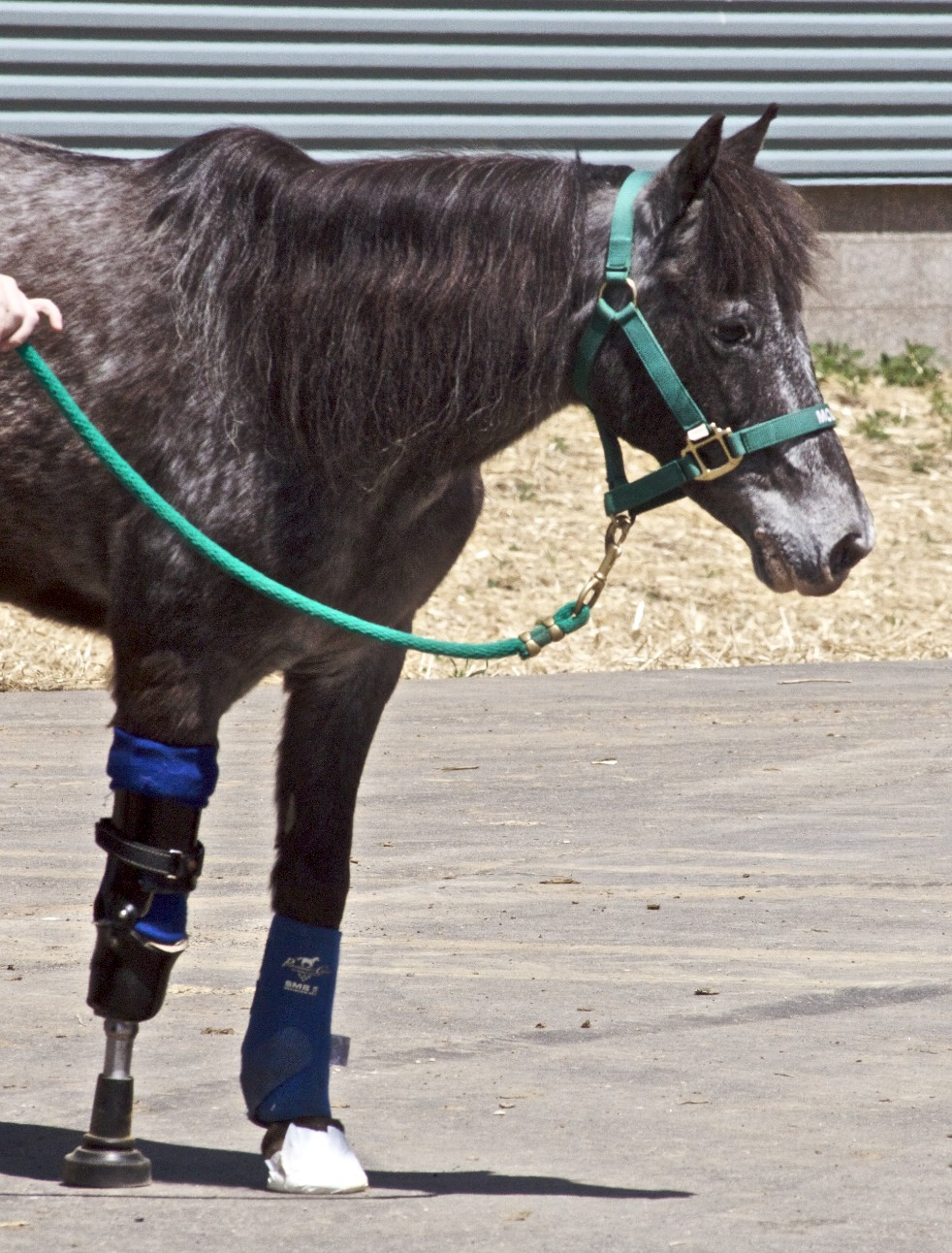
Poney avec une jambe artificielle.

Avant la naissance d'une notion d'éthique animale, certains usages des chevaux étaient condamnés par la morale religieuse. Au IIIe siècle, Tertullien dénonce l’usage « démoniaque » de l’animal pendant les jeux du cirque, estimant qu'il constitue une faute pour les Chrétiens. La religion chrétienne, puis les philosophes occidentaux placent le cheval au service des hommes : d'après Éric Baratay, « les clercs du XVIIIe siècle sont persuadés que le cheval a été conçu pour porter l'homme, le chien pour lui donner de l'affection, le feuillage des arbres pour le protéger du soleil l'été, etc ». Le cheval est connoté positivement, mais la morale religieuse catholique condamne le fait de lui donner une sépulture, un acte considéré comme païen. En Inde, le dharma agit un peu comme un code d'éthique, promouvant un comportement non-violent envers les animaux. Siddhartha Gautama interdit à ses fidèles de voir l'abattage d'un animal, et de consommer les deux « animaux royaux » que sont l'éléphant et le cheval. La conception moraliste de la juste façon de traiter les animaux ne prend pas en compte la douleur qu'ils peuvent ressentir. Qu'elle soit religieuse ou sociale, cette conception perdure jusque dans les années 1970.

### Avis des philosophes depuis la Renaissance
Montaigne est sceptique quant à la prétendue supériorité « rationnelle » de l'homme sur l'animal. Contre sa position, Descartes développe la notion d'animal-machine, dénué de raison et de parole. Kant estime que « les animaux n’ont pas conscience d’eux-mêmes et ne sont par conséquent que des moyens en vue d’une fin [l’homme] ». Par contre, Spinoza reconnaît que les animaux possèdent « un esprit » et expriment certains sentiments :

« Cheval et homme, c'est vrai, sont tous deux emportés par le Désir de procréer ; mais l'un, c'est un Désir de cheval, et l'autre, d'homme. De même aussi les
Désirs et les Appétits des insectes, des poissons et des oiseaux doivent être chaque
fois différents. »

— Spinoza, Éthique
De même, par opposition à la pensée cartésienne, Jean Meslier écrit :

« Dites un peu à des paysans que leurs bestiaux n'ont point de vie et de sentiments, que leurs vaches et leurs chevaux, que leurs brebis et que leurs moutons ne sont que des machines aveugles et insensibles au mal, et qu'ils ne marchent que par ressort comme des machines, et comme des marionnettes sans voir et sans percevoir où ils vont. Ils se moqueront certainement de vous »

— Jean Meslier, Testament
Michel Onfray l'analyse comme l'un des premiers textes antispécistes connus. De même, pour Meslier, ouvertement athée, l'homme et le cheval sont faits de la même matière : « ce qu'est le cheval, l'homme l'est aussi; ce qu'il a été et ce qu'il sera après sa mort également ».

### AuXIXesiècle
La doctrine utilitariste du XIXe siècle remet en cause le statut éthique du cheval, entraînant un renouvellement profond de la pensée occidentale. Jeremy Bentham reconnaît au cheval des capacités de raisonnement supérieures à celles des bébés humains, et surtout, une possibilité de souffrir : 

« Un cheval ou un chien adulte est un animal incomparablement plus rationnel, et aussi plus causant, qu'un enfant d'un jour ou d'une semaine, ou même d'un mois. Toutefois, supposons qu’il en
fût autrement, à quoi cela nous servirait-il ? La question n’est pas : peuvent-ils raisonner ? Ni : peuvent-ils parler ? Mais bien : peuvent-ils souffrir ? »

— Jeremy Bentham.
D'après Alberto Bondolfi, l'importance de ce texte est capitale pour les relations éthiques avec les animaux, car il fait pour la première fois de la douleur le critère éthique du jugement. À cette époque, la considération envers le service rendu « par un vieux chien ou un vieux cheval » est estimée être un « devoir de l'homme ». Comme le rappelle Éric Baratay, dès la seconde moitié du XIXe siècle, des paysans gardent leurs vieux chevaux de travail « à la retraite » jusqu'à leur mort naturelle, plutôt que de les abattre. Ils rejettent l'hippophagie, non plus pour des raisons religieuses, mais parce qu'ils ne « concevaient pas de manger leurs compagnons de travail ».

### Développement de l'éthique animale
L'éthique animale, en tant que branche de la philosophie, se développe principalement dans les pays de langue anglaise pendant les années 1970, notamment avec la publication de La Libération animale de Peter Singer. Elle accompagne des modifications fortes de la place occupée par le cheval dans la société occidentale, depuis la fin du XXe siècle :

« Autrefois animal de rente agricole et symbole militaire viril [...], le cheval a conquis les milieux féminins et urbains, accédant ainsi au statut d’animal de compagnie avec lequel on dialogue et auquel on accorde des sentiments. »

— Haras national suisse
Un nombre croissant de cavalières déclarent aimer leur cheval, mais l'anthropomorphisme est fréquent. D'après Baratay, le cheval est devenu l’animal « qui n’est pas dans la maison », un symbole de nature et un ambassadeur des jeunes générations. Jean-Pierre Digard souligne l'intensification du débat, glissant progressivement de la notion de « protection animale » (conçue en tant que devoir de l'être humain) à celle de « droit des animaux », puis de « libération animale ». Émilie De Cooker remarque « une évolution récente des mœurs vers un souci accru du bien-être des chevaux », qui entraîne ces réflexions sur l'éthique équestre. Elle estime qu'il faut « formaliser ces nouvelles sensibilités ». De nouveaux questionnements émergent, remettant en cause l'usage des enrênements et le rapport avec la mort des chevaux.
Le débat éthique arrive en Allemagne avec la révélation du barrage que le célèbre entraîneur Paul Schockemöhle fait subir à ses chevaux d'obstacle, ce qui pousse la fédération équestre allemande à édicter ses premiers principes d'éthique dans les années 1990. L'éthique animale arrive tardivement dans les débats français. L'héritage humaniste entraîne un fort anthropocentrisme, avec la conviction que les animaux et l'environnement sont au service de l'être humain. Vétérinaires et universitaires francophones s’intéressent à ce débat de manière croissante depuis le début du XXIe siècle. En 2011, le haras national suisse estime que l'éthique équestre a pris « une place importante ».

### Actions en faveur d'une éthique équestre
La croyance selon laquelle les considérations éthiques entraînent des avancées en matière de respect du bien-être du cheval est en grande partie fausse. En réalité, ces avancées sont presque essentiellement obtenues grâce aux demandes de militants et du grand public. En 1991, l'association éthique du cheval est créée à Lille par une dizaine de cavaliers, avec pour objectif de lutter contre l'hippophagie. En 2009, la Fédération française d'équitation publie la « Charte d’éthique des équipes de France d’équitation », stipulant que « le cavalier doit respecter son cheval et en prendre soin ». Axel Kahn, ancien président de l’université Paris-Descartes, participe à ce débat, notamment à travers la création d'un diplôme universitaire intégrant ces notions, effectif depuis janvier 2016. C'est également en 2015 qu'un vétérinaire comportementaliste, Vincent Boureau, crée le think tank « Equi-Ethic ».
La Fédération suisse des sports équestres (FSSE) s'est penchée sur l'éthique dans les sports équestres en 2008. Un débat multidisciplinaire est lancé en 2009, en intégrant les éleveurs, détenteurs d'équidés et cavaliers de loisir. La conclusion est un besoin d'information, de communication et de transfert de connaissances. En 2008, la loi suisse intègre la notion de « dignité de l’animal », définie comme « la valeur propre de l'animal que l'humain doit respecter dans ses relations avec lui ». Cela remet en cause les actions qui « causent des douleurs, des maux ou des dommages, mettent le cheval dans un état d’anxiété, l’avilissent, lui font subir des interventions modifiant profondément son phénotype ou ses capacités, ou qui l’instrumentalisent de manière excessive ». La notion d'« avilissement de l'animal » est quant à elle définie par le fait de « mécaniser, ridiculiser ou représenter l'animal comme une chose sans vie, comme un objet ». Cela mène à l'interdiction du rasage des vibrisses, de l'hyperflexion (ou rollkur), des rênes allemandes en compétition de saut d'obstacles, et du barrage du cheval d'obstacles en Suisse, en 2014 et 2015.
La Fédération équestre du Québec s'est dotée d'un « Code d'éthique » incluant des recommandations à tenir face aux chevaux, qui devraient être traités avec « la bonté, le respect et la compassion qui leur sont dus ». Cependant, l'association Galahad estime que la réglementation québécoise est très en retard par rapport à celle de la Suisse. De même, la revue Cheval Savoir a pointé le retard de la France sur la Suisse, en matière de protection équine.
En 2010, les chercheurs australiens Jones Bidda et Paul D. McGreevy publient un article engagé en faveur d'une « équitation éthique », signalant que « les lois ne sont pas susceptibles de protéger adéquatement le bien-être de cheval si elles considèrent des pratiques traditionnelles, y compris l'utilisation de la cravache pour faire accélérer les chevaux, comme étant « raisonnables » et « acceptables » sans tenir compte de leur effet ».

### Controverses impliquant l'éthique
La notion d'éthique équestre étant purement occidentale, des heurts trouvent leur origine dans une vision différente de l'animal. Dans les années 2010, la Suisse, la Belgique et la France (entre autres) dénoncent les agissements des pays arabes du Golfe dans la discipline équestre de l'endurance, en raison de nombreuses morts de montures pendant ou après les compétitions. D'après Yves Riou, ces affaires mettent en lumière le changement de statut du cheval au Moyen-Orient, devenu au début du XXIe siècle un « bien de consommation courant » et remplaçable.
En 2015, une jeune cavalière suédoise fait euthanasier sa jument victime d'une maladie incurable au genou, et récupère la viande de l'animal pour la manger pendant sept mois, en la partageant avec ses amis. Elle justifie son choix publiquement sur les réseaux sociaux en disant qu'il serait illogique d'abandonner 154 kg de viande et d'en acheter au magasin. Victime d'un lynchage sur les réseaux sociaux, elle justifie à nouveau sa position par le fait qu'il serait « juste » de manger un animal qui a eu une belle vie. Les internautes l'accusent de barbarie et de cruauté, ils assimilent le fait de manger sa jument à celui de manger son chien ou un membre de sa famille.

## Aspects juridiques et légaux
Certains comportements envers les chevaux sont juridiquement condamnables, d'autres non, en fonction des pratiques et des cultures concernées. Des formations prenant en compte la notion d'éthique vis-à-vis du cheval dans le cadre du droit commencent à apparaître pour répondre à la demande sociétale. Fin 2015, l'université Paris-Descartes a créé en partenariat avec le haras de la Cense un diplôme universitaire (DU) intitulé « Éthique, Bien-être et Droit du cheval ». 

### Statut juridique du cheval

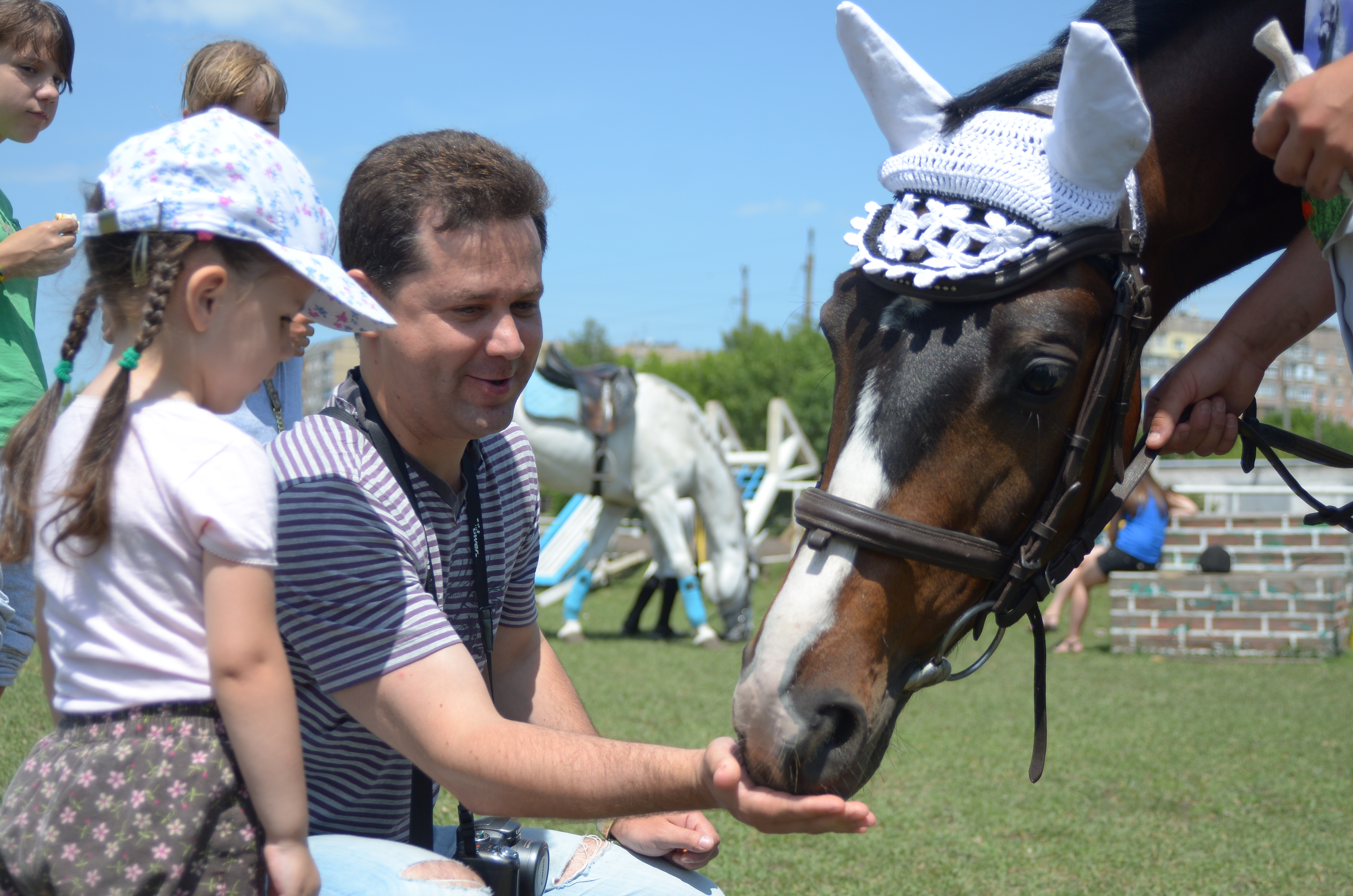
Le cheval est de plus en plus considéré comme un animal de compagnie.

#### Propriété
Le cheval domestique est considéré comme un bien meuble dans la plupart des pays : propriété d'un être humain (bien), il peut être déplacé (meuble). Le droit de propriété confère un droit absolu sur les choix des destinations du bien pour le propriétaire, tant qu'elles sont légales. Y compris le droit de détruire le bien, c'est-à-dire celui d'abattre le cheval. C'est ainsi qu'un salarié d'abattoir équin du Nouveau-Mexique, excédé par les menaces d'associations de protection, a publié une vidéo dans laquelle il abat son propre cheval d'une balle de pistolet, et n'a pas été condamné. En France (et en Suisse), le propriétaire d'un cheval peut choisir de l'exclure définitivement de l'abattage pour la consommation humaine, mais cette possibilité est régulièrement remise en cause par le lobby de la viande chevaline.
Dans le cadre du débat éthique, une modification du statut légal du cheval est souvent demandée. La notion de bien meuble est jugée inadaptée et insultante pour les animaux, parce qu'elle induit une confusion entre un être sensible et un objet. En  Allemagne et en Autriche, le droit civil précise depuis les années 2000 que les animaux, dont les chevaux, ne sont pas des « choses » ni des objets. En France, le cheval reste reconnu sous le régime des biens, mais le code civil, le code rural et le code pénal reconnaissent son caractère sensible depuis 2015. L'existence d'un statut juridique pour les chevaux permet une protection légale, notamment parce qu'il fournit un cadre pour des procédures en cas de maltraitance ou de vol. Les chevaux qui ne bénéficient d'aucun statut légal parce qu'ils n'appartiennent à personne, comme les Brumbies d'Australie, ne sont protégés en rien et peuvent être légalement abattus ou empoisonnés par quiconque. Cet aspect a motivé la création d'un statut juridique pour les Mustangs américains, qu'il est illégal de maltraiter ou de tuer en vertu du Wild and free-roaming horses and burros act de 1971.

#### Animal de rente ou animal de compagnie?
Considéré et utilisé uniquement comme un animal de rente jusqu'à la fin du XXe siècle, le cheval occupe désormais une position intermédiaire entre l'animal de rente et l'animal de compagnie et de loisir, notamment en France, au Québec, en Suisse et en Belgique. Il reste classé juridiquement comme un animal de rente en Belgique, au Québec et en France, malgré des demandes répétées (entre autres, de la Fondation Brigitte-Bardot) pour le faire accéder au statut d'animal de compagnie,, ce qui abolirait la filière hippophagique. D'après un sondage IFOP en mars 2013, 64 % des Français soutiennent ce changement dans le statut juridique du cheval. En Suisse, le propriétaire d'un cheval bénéficie d'un choix dans le statut juridique de son animal, en fonction de son activité. Le cheval destiné à la production de denrées alimentaires est un animal de rente, le cheval de loisir qui n'a pas vocation à être abattu est un animal de compagnie exclu à vie de la filière alimentaire, le choix étant définitif,,.
La généralisation du statut d'animal de compagnie pour tous les chevaux aurait des conséquences sur les possibilités d'utilisation de l'animal. En droit européen, un animal de compagnie ne peut pas être « dressé d’une façon qui porte préjudice à sa santé ou à son bien-être, notamment en le forçant à dépasser ses capacités ou sa force naturelles ou en utilisant des moyens artificiels ». Cela ouvrirait une voie juridique pour interdire l'utilisation d'artifices tels que la cravache, les éperons et le mors.

### Dopage
Le dopage des chevaux impliqués dans des performances sportives est documenté depuis l'Antiquité. Il constitue « l’une des dérives les plus inquiétantes du spectacle sportif ». Les enjeux financiers et l'ampleur de la récompense promise au vainqueur entraînent une possible négation de la dimension éthique et du bien-être animal. Cette pratique est unanimement condamnée, car contraire à l'éthique du sport : la philosophie du sport veut que seul un cheval en bonne santé participe à une compétition. La manière de détecter le dopage varie en fonction des instances et des pays. En sport hippique, le contrôle antidopage repose sur une organisation très rodée. En sports équestres, le manque de moyens limite les contrôles, mais ils influencent positivement les cavaliers amateurs tentés de pratiquer l'automédication de leur cheval. Pour Jean-Baptiste Jeangène Vilmer, le dopage d'un cheval devrait être re-qualifié en empoisonnement pour mieux souligner le non-consentement de l'animal, contrairement au dopage des sportifs humains.

### Zoophilie

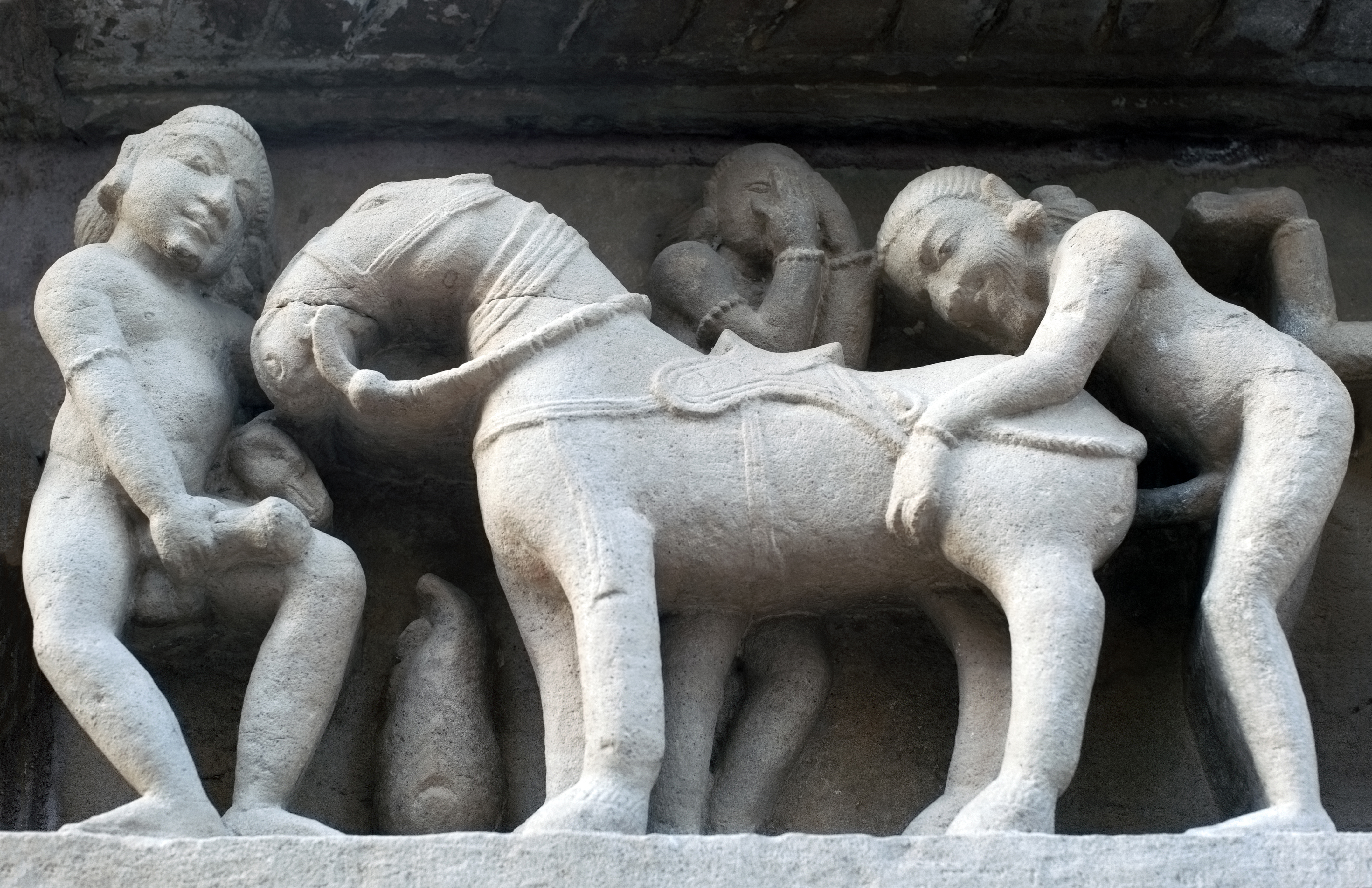
Homme ayant des rapports sexuels avec une jument pendant qu'un autre se masturbe ; sculpture à l'extérieur du temple hindou de Lakshmana à Khajurâho.

La zoophilie avec des chevaux a toujours existé, puisqu'ils font partie des « animaux auxquels les gens ont accès ». Cette pratique est souvent l'objet d'un « passage sous silence ». Les experts reconnaissent généralement le non-consentement de l'animal et sa souffrance. Dans les années 1990, des utilisateurs d'Usenet identifiés comme « zoophiles » se regroupent dans le newsgroup alt.sex.bestiality, et y racontent leurs actes sexuels avec, entre autres, des chevaux. En Suisse, le cheval serait particulièrement apprécié des zoophiles : en 2014, 9,4 % des affaires de maltraitances sur des chevaux concerneraient des actes zoophiles, ce qui constitue un taux plus élevé que chez les autres espèces animales. Dans ce même pays, les condamnations effectives sont rares. La révélation de ce chiffre a entraîné un bad buzz contre les Suisses. Des condamnations à la suite de pratiques sexuelles avec des chevaux existent dans plusieurs pays, comme l'Italie, la France,, l'Allemagne ou les États-Unis. Toutes les législations ne condamnent pas ces actes sexuels avec un animal, comme en témoigne en 2005 l'affaire de Kenneth Pinyan, décédé après s'être fait sodomiser par un étalon dans l'État de Washington. La personne qui lui avait proposé ce service n'a pas été condamnée pour zoophilie, cette pratique n'étant alors pas pénalisée dans cet état à l'époque des faits. En France, la même année, un homme a été condamné après avoir eu des relations sexuelles avec son poney.
Vinciane Despret soulève les contradictions juridiques de la pénalisation de la zoophilie, et la tendance à re-pénaliser les relations sexuelles avec des animaux. L'article 521.1 du code civil français condamne les relations sexuelles avec son propre animal au motif de sévices graves, mais ne condamne pas le fait d'abattre et de manger son propre cheval. De plus, la catégorisation comme bien meuble ne permet pas d'invoquer juridiquement la notion de consentement à l'acte sexuel, puisque le propriétaire du bien meuble consent légalement à la place de son bien. Une inclusion de la notion de consentement dans le jugement des actes de zoophilie ou de dopage remettrait en cause toutes les autres utilisations auxquelles le cheval ne consent pas (comme le sport hippique, le sport équestre...).

### Statut des chevaux artistes
La question de savoir si un cheval impliqué dans la création d'une œuvre artistique peut en tirer un bénéfice a été posée : un mustang américain nommé Cholla est mort en 2013 après avoir créé des toiles abstraites, dont certaines valent plusieurs milliers d'euros. Les droits d'auteur étant conçus pour protéger une « œuvre de l’esprit » créée intentionnellement, les animaux ne peuvent théoriquement pas en percevoir, du moins tant que l'intentionnalité de l'acte de création ne pourra être établie. Alexandre Zollinger a suggéré un « intéressement en nature » pour les « créations animalières », matérialisé par un contrat géré par une société de gestion collective, dans le but d'améliorer le bien-être de l'animal et de ses congénères. Ce type de contrat pourrait être applicable aux chevaux des cirques ou à ceux qui participent au tournage de films et de séries.

## Aspects philosophiques
La relation entre l'être humain et le cheval entraîne de nombreux questionnements philosophiques. Les courants radicaux de la « libération animale » estiment qu'un animal ne devrait jamais être la propriété de quiconque, et que le posséder revient à lui dénier toute valeur intrinsèque. Cependant, les propriétaires de chevaux qui utilisent leur animal pour le travail, le sport ou le loisir lui reconnaissent généralement une valeur intrinsèque. Les sports équestres font l'objet d'une forte dépréciation éthique. Le débat se focalise souvent sur les problèmes liés aux compétitions de haut niveau. Cependant, les « pratiques ordinaires, banales, moins visibles » des « cavaliers du dimanche » sont, d'après l'éthicienne Émilie De Cooker, « tout aussi problématiques », de même que celles des centres équestres, où les chevaux deviennent « blasés » à force d'être montés par des débutants et de répéter quotidiennement les mêmes exercices. Les concours pour cavaliers novices voient souvent passer « des chevaux crispés, mal musclés » et « des cavaliers qui pensent régler leurs problèmes – violemment parfois – le jour du concours » alors qu'ils ne maîtrisent pas les fondamentaux de l'équitation. Les chevaux de loisir sont plus souvent en souffrance que ceux de la haute compétition, mais cette souffrance est moins visible et moins médiatisée.

### Réification

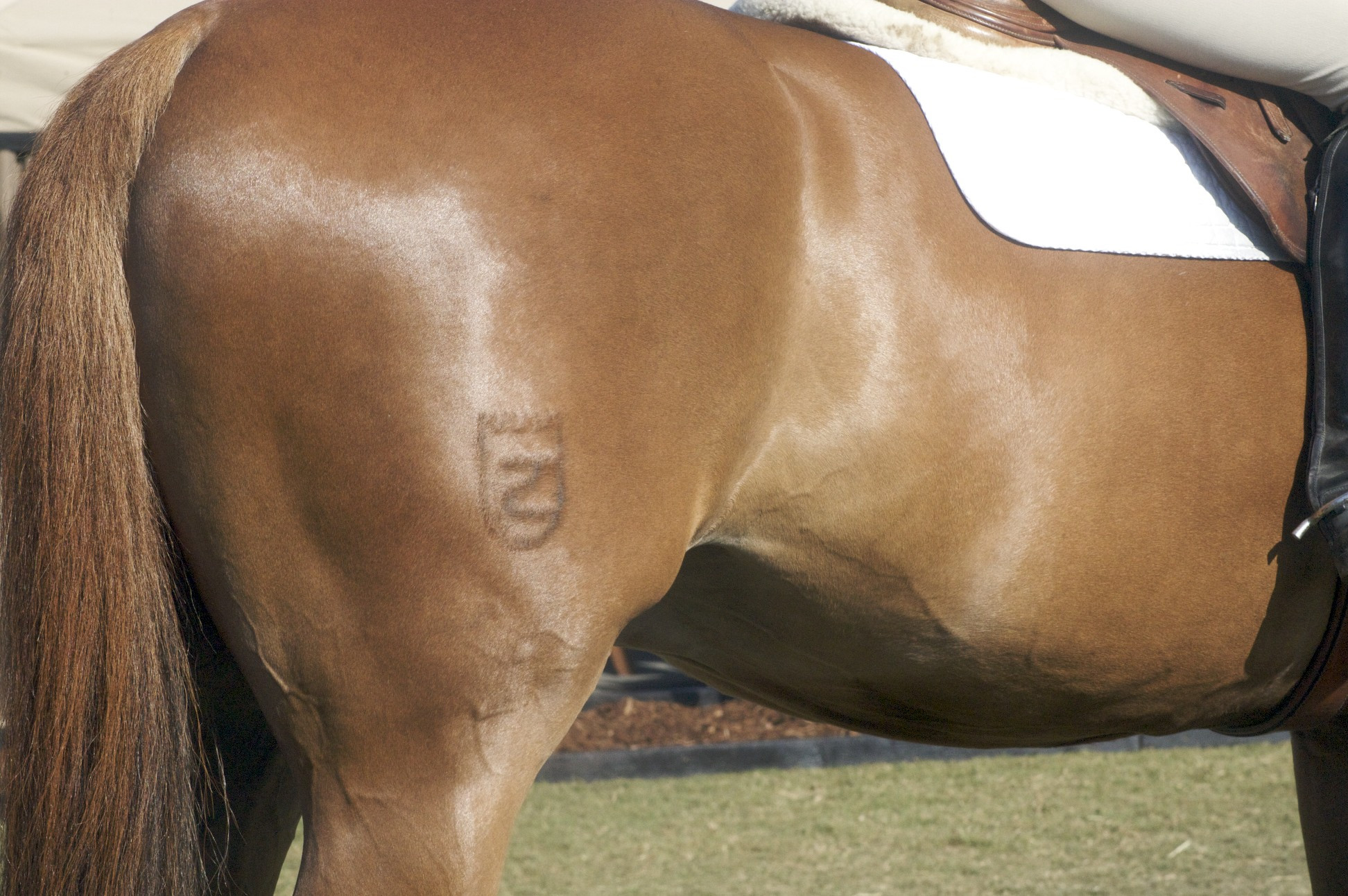
Le marquage au fer témoigne de la réification du cheval, ravalé au rang de support marketing (ici, la marque du haras de Zangersheide).

Certaines pratiques légales ravalent le cheval au rang de « produit » ou de support marketing, on parle alors de « réification ». Pour Émilie De Cooker, le cheval de sport est tout entier considéré comme un objet. Ces pratiques ont été comparées à l'esclavage des Noirs par le mouvement de la libération animale, notamment pour ce qui concerne le marquage au fer. Avec la généralisation de la puce électronique, le marquage au fer ne perdure que par tradition, et pour assurer la publicité et la promotion d'un élevage ou d'une race donnée. Le cheval est le premier animal à être légalement devenu le support vivant d'un sponsoring. La cavalière suédoise Malin Baryard-Johnsson a re-nommé l'une de ses montures H&M Tornesch. La pratique est devenue assez fréquente, de nombreux chevaux de sport portant des noms de marques ou d'entreprises en affixe ou en suffixe : La Biosthetique Sam, Jappeloup de Luze... Classiquement, les chevaux de sport portent le nom de leur élevage d'origine, mais il arrive qu'ils soient re-nommés après une vente : la jument Silvana de Hus est devenue Silvana*HDC après son rachat par le haras des Coudrettes en 2012. L'étalon Vleut a été re-nommé Guccio par sa cavalière Edwina Tops-Alexander, afin de renforcer son partenariat avec la marque de luxe Gucci. Cette pratique peut entraîner des conflits juridiques en matière de droit des marques, comme ce fut le cas en 2013 concernant le cheval Jappeloup, en raison du dépôt de son nom comme marque et de l'utilisation de ce nom par plusieurs personnes et sociétés,,,,,.
D'après Amélie Tsaag Valren, le vocabulaire des éleveurs et les pratiques autour du clonage témoignent d'une forte « désacralisation » du cheval. Dans la plupart des élevages, l'expression « produit de l'année » désigne un poulain né dans l'année en cours. Le haras de Zangersheide, qui fait appel au clonage du cheval, commande en laboratoire plusieurs clones d'un même animal pour servir de reproducteurs. Il leur attribue le nom de l'original, suivi d'une lettre de l'alphabet grec pour les différencier. La jument Ratina Z a ainsi trois clones respectivement nommés Ratina Z alpha, Ratina Z bêta et Ratina Z gamma.
La notion d'avilissement de l'animal, employée dans le droit suisse, s'applique indépendamment de la question de savoir si le cheval est conscient de son avilissement (du fait de porter le nom d'un sponsor ou d'avoir une tonte ridicule, par exemple) ou pas. Elle s'appuie sur la vision que l'être humain responsable d'avilissement a de son cheval, notamment s'il le perçoit et le traite comme un objet.

### Instrumentalisation

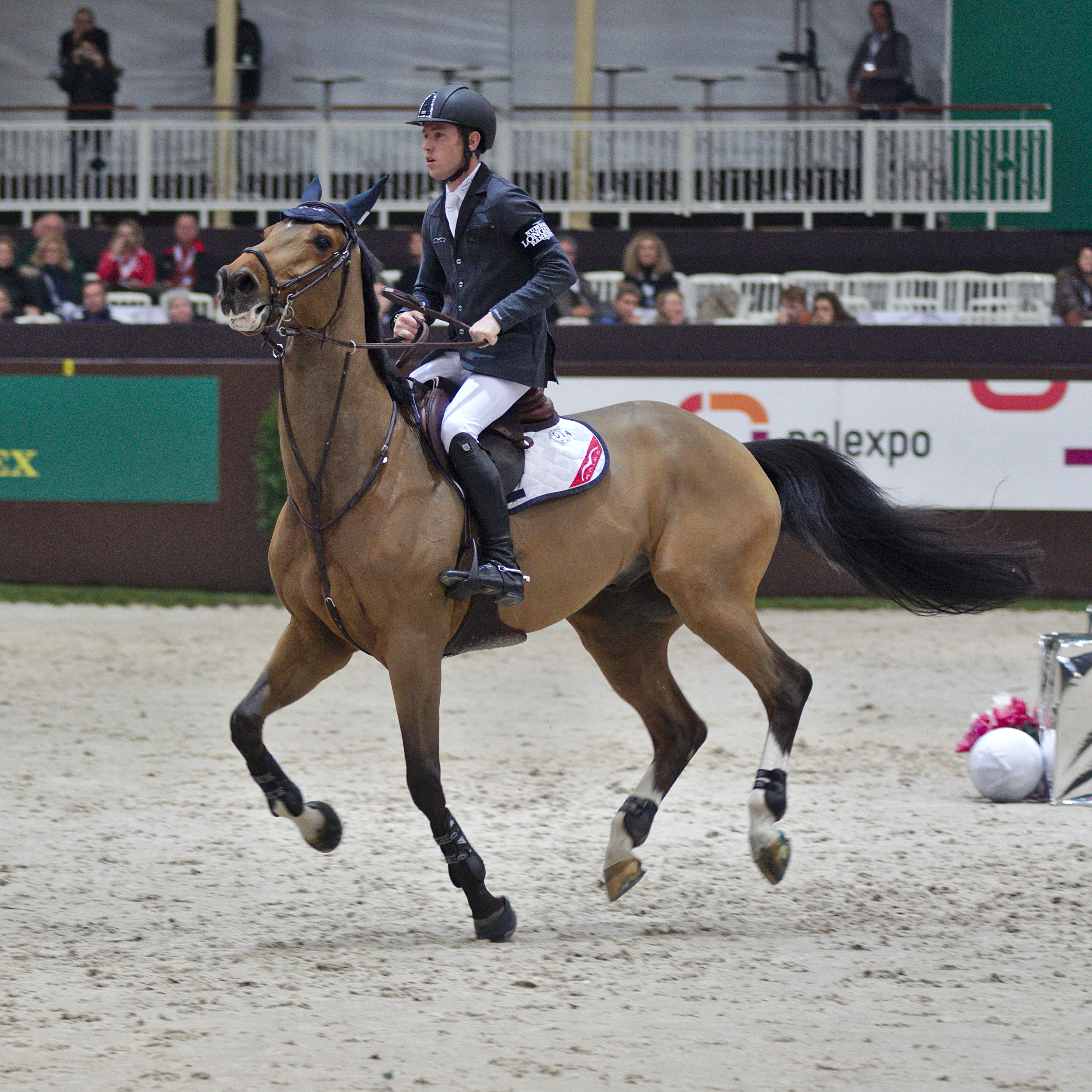
Scott Brash et Hello Sanctos au CHI de Genève 2013

L'instrumentalisation du cheval est une norme du monde équestre, puisque l'être humain l'utilise comme tel et décide à tout moment de sa destination. Elle est tout autant, sinon plus présente dans le secteur de l'équitation de loisir que dans celui du sport de haut niveau. Le cheval sert souvent de faire-valoir à des cavaliers peu expérimentés, qui deviennent brutaux lorsqu'ils estiment que la monture ne leur obéit pas, alors qu'il s'agit très généralement d'erreurs de leur part. Cette « instrumentalisation pour le plaisir ou pour l'ego » est d'origine « égoïste, hédoniste ou égocentrique ». Cette attitude témoigne de la « domination absolue de l'humain à l'égard de la nature et des êtres vivants qui l'entourent ». Le mot « soumission » revient de façon récurrente dans le vocabulaire équestre, par exemple dans les critères de notation des compétitions de dressage. Les compétitions équestres et hippiques entretiennent l'illusion que l'animal a le « désir de gagner », alors qu'il obéit à la coercition et à un effet d'entraînement : d'après la psychanalyste Ghilaine Jeannot-Pages, « tout le vocabulaire sportif est au service de ce leurre », alors que la psychologie d'un animal de troupeau herbivore l'amènerait plutôt à fuir les contraintes et les efforts inutiles.
D'autres questionnements sur l'instrumentalisation se posent dans le cadre de la castration des chevaux et de la garde des étalons et des entiers. La castration est une atteinte à l'intégrité physique du cheval, qui peut déboucher sur des complications vétérinaires, et trouve sa justification dans la réduction de contraintes pour l'utilisation et la garde des animaux. Les pays musulmans sont éthiquement opposés à la castration des animaux. Dans les pays occidentaux, cette opération est parfois remise en cause, mais la garde et l'utilisation d'étalons et d'entiers entraîne des problèmes de compétences et des difficultés d'ordre juridique. De plus, un mâle non-castré qui n'a pas l'occasion de se reproduire souffre de frustration sexuelle. Une pesée du pour et du contre est nécessaire afin de faire le bon choix éthique quant à la castration d'un cheval. Les mâles entiers gardés en troupeau ont tendance à se battre et à s'infliger des blessures dans un premier temps, mais la situation s'améliore lorsque la hiérarchie a été établie dans le groupe.
Certains chevaux peuvent faire l’objet de « soins excessifs », tels que le rasage des fanons, la tonte des oreilles, du couard et de la crinière, ainsi que les shampooings fréquents.

### Eugénisme et sélection
Le monde du sport équestre et hippique est par nature très eugéniste, puisqu'il vise uniquement la performance. Les animaux les moins adaptés sont écartés de la reproduction et réformés, y compris par une vente à l'abattoir. Albert Jacquard note que l'on parle classiquement d'« amélioration de la race chevaline » pour qualifier l'élevage équin. Il ne s'agit pas d'« amélioration » stricto sensu, car le champ est trop vaste. Il est impossible de hiérarchiser les qualités d'un cheval, cela demande de « connaître une hiérarchie de caractère, du meilleur au moins bon ». Il s'agit plutôt d'améliorer certaines caractéristiques du cheval lorsqu'elles sont utiles à l'Homme, comme sa capacité à courir vite ou à sauter par-dessus des obstacles. De même, l'utilisation de l'insémination artificielle dans les élevages peut aboutir à une réduction de la diversité génétique des chevaux par le recours aux mêmes étalons, ce qui est contraire à l'éthique.

## Prises de position
Plusieurs chercheurs, philosophes, vétérinaires, associations ou groupements d'intérêts se sont positionnés dans ce débat. D'après l'éthicien Axel Kahn, « il faut respecter la nature et considérer le bien-être du cheval ». L'éthicienne Émilie De Cooker estime qu'il faut accompagner l'évolution vers davantage de considération pour le bien-être équin, « afin de l'amplifier ». Elle soutient une modification des réglementations et des lois du sport équestre, et donc des moyens, comme ce fut le cas pour le concours complet d'équitation, où la dangerosité des obstacles causait la mort de nombreux chevaux : « il serait vain de vouloir interdire les compétitions équestres ou, pour les extrémistes, l'équitation ». Une prise en compte raisonnée des apports de l'éthologie équine permettrait d'« éviter certaines formes de contraintes et [de] favoriser une collaboration plus aisée entre le cheval et l'humain ». Elle conseille de s'inspirer de la philosophie équestre de Nuno Oliveira, qui refuse l'arrogance et la domination, et de favoriser l'éducation des cavaliers vers « une forme
de sagesse et d'humilité ». Pour le Dr vétérinaire et président de la société d'ethnozootechnie M. Bernard Denis, « Soustraire les chevaux aux souffrances réelles ou potentielles liées à leurs utilisations parfois abusives ou peu respectueuses de l'animal, améliorer dès maintenant la bientraitance des équidés demeurent une priorité ». Il envisage la création d'un permis d'élevage et de détention pour atteindre cet objectif.

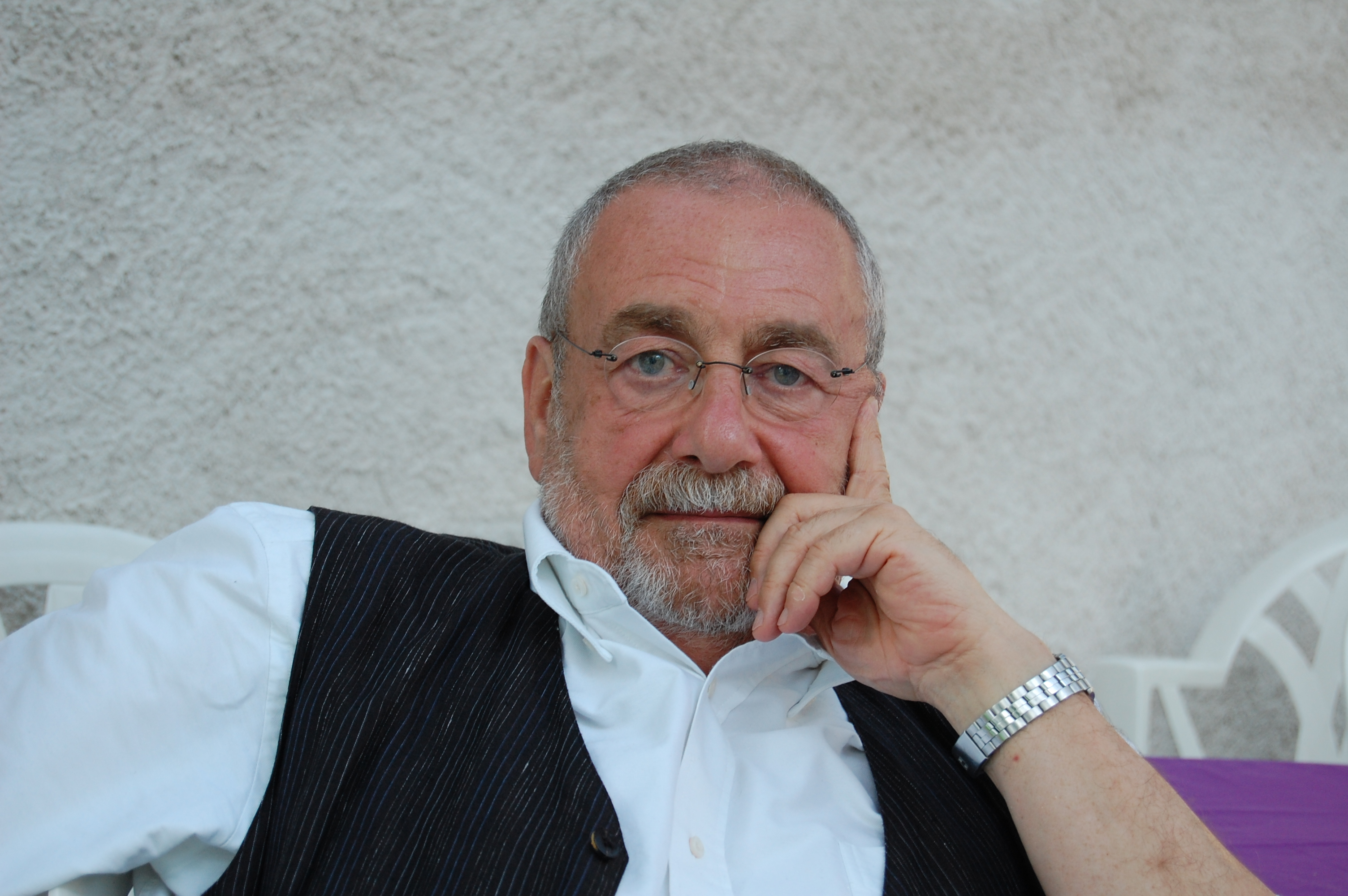
Jean-Pierre Digard prône l'« utilisation intensive » du cheval, et le « droit des hommes à élever et à utiliser des animaux ».

L'ethnologue Jean-Pierre Digard défend une position ouvertement spéciste : estimant qu'il est bien pire de traiter les chevaux « comme des bébés » que d'organiser une corrida, il s'oppose au « maternage » et à la garde d'un animal non-utilisé, qu'il qualifie de « cheval-potager » et d'« idéal bardotien du dada-à-sa-mémère ». Il estime que la non-utilisation du cheval mènera à terme à sa disparition, ou du moins que les positions qu'il qualifie d'« animalitaires » entraîneront l'extinction de plusieurs races de chevaux. Le désir de protection du cheval entre d'après lui dans une logique de « toujours plus », entraînant une « dérive extrémiste et anti-humaniste ». Commentant la théorie d'une disparition future du cheval faute d'utilisations, Amélie Tsaag Valren et Laetitia Bataille soutiennent une « troisième voie entre la fin de toute utilisation et l'utilisation intensive, celle d'une équitation mieux comprise », prenant en compte les principes de légèreté et de biomécanique.
Le haras national suisse estime que les principes de domestication et d'utilisation du cheval sont éthiquement acceptables, dans la mesure où malgré l'existence de contraintes pour l'animal (restriction de mouvements, obéissance à l'être humain), ils tirent aussi des avantages de leur domestication et de leur utilisation (soins, nourriture et abreuvement, protection contre les prédateurs...).

### Avis des mouvements antispécistes
Dans la mesure où les mouvements du véganisme et de la libération animale prônent la fin de l’exploitation des animaux, un cheval ne devrait jamais être « mis sous le joug de l'être humain ». Considérés comme des « courants radicaux de l'éthique animale », ils demandent la fin de l'utilisation des animaux pour le sport et l'arrêt de tout processus de domestication, que ce soit dans l'élevage pour la viande ou dans celui des animaux de compagnie. Suivant cette idéologie, posséder un cheval domestique et l'« utiliser » revient à le priver de « son existence animale propre », et serait donc éthiquement condamnable. Plusieurs représentants du mouvement végan ont exprimé leur refus de l'équitation, arguant que le cheval n'a pas besoin d'être monté et que l'équitation n'existe que pour le divertissement des êtres humains : ils conseillent d'interagir avec l'animal uniquement à pieds. Par ailleurs, les associations de protection animale qui promeuvent le véganisme, comme L214 et PETA, qui revendique trois millions d'adhérents, s'opposent naturellement à l'abattage et à la consommation des chevaux. PETA a cependant pris position en faveur du retour de l'abattage équin aux États-Unis, en raison de la souffrance accrue des chevaux non-désirés, exportés au Canada et au Mexique.
Au sein du débat sur le spécisme et en tant qu'animal domestique « utile », le cheval jouit, comme le chien et le chat, d'un statut privilégié par rapport à celui d'autres animaux. Plusieurs philosophes et écrivains, comme Goethe, l'ont hiérarchisé dans les premiers rangs de valeur parmi les animaux, juste après l'être humain. De nombreuses personnes estiment qu'il faut être redevable : « il serait horrible de tuer les chevaux de course parce qu'ils nous auraient auparavant servi loyalement, tout comme il serait abject d'abandonner son chien si fidèle ». Le mouvement de la libération animale « exige l'égale considération des intérêts de tous les êtres ayant des intérêts, indépendamment, justement, de toute idée de contrat ou de réciprocité ». Ce spécisme est prégnant au sein même de la famille des équidés : le cheval est l'objet de très nombreuses attentions, alors que l'âne et ses hybrides sont considérés comme des animaux de pauvres, et ne suscitent aucun débat éthique.

### Sur l'abattage et l'hippophagie

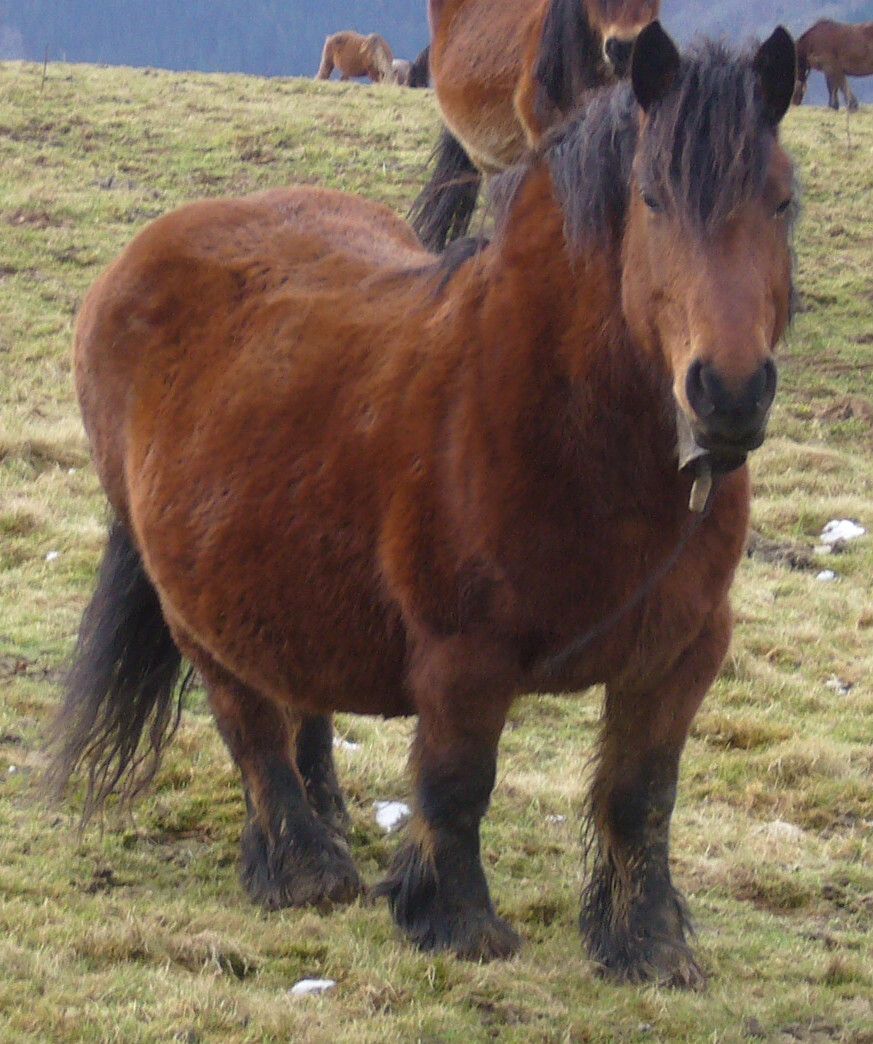
Cheval basque des montagnes au modèle lourd, hypertypé pour la production de viande.

La plupart des associations de protection animale et des refuges pour chevaux retraités ou maltraités se prononcent contre l'abattage et l'hippophagie. La SPA a demandé aux grandes et moyennes surfaces françaises de retirer la viande chevaline des rayons à cause de « la brutalité des transports et de l'état dans lequel arrivent les chevaux à l'abattoir ». La fondation Brigitte-Bardot, la fondation 30 millions d'amis, et l’association éthique du cheval à Lille militent activement contre l'hippophagie. Le Refuge de Darwyn dénonce les actes de maltraitance dans les abattoirs. L'association québécoise Galahad « croît que le cheval ne devrait pas être abattu pour sa viande, mais qu'en fin de vie, il devrait être euthanasié sous la supervision d'un vétérinaire ». Elle ajoute qu’au minimum, des mesures devraient être prises afin que l'abattage s'effectue sans souffrance. Roly Owens, le président de World Horse Welfare, ne se prononce pas contre l'abattage ni l'hippophagie, mais il souligne que de nombreux abattoirs ont des pratiques contraires au bien-être du cheval, et que cela légitime le combat des associations de protection animale.
L'étude du haras national suisse estime que l'abattage avec un pistolet à projectile captif est une « bonne mort », tant qu'il s'effectue dans les règles. Les atteintes au bien-être des chevaux résident dans « le chargement, le transport, le déchargement, les odeurs, le bruit, parfois l’attente à l'abattoir, un couloir d’amenée étroit et un box d'étourdissement inadaptés aux équidés », ainsi que dans les « ratages sur le coup fatal », comme l'a d'ailleurs signalé Temple Grandin.
D'un point de vue antispéciste, la lutte contre l'hippophagie seule est une aberration : elle devrait être étendue à la lutte contre toute consommation de viande. Commentant les campagnes choc de la fondation Brigitte-Bardot, David Olivier souligne que « c'est peut-être quelques chevaux de sauvés, mais combien de poulets de plus de tués ? ».
Par la voix de son président, l'association vétérinaire équine française s'est prononcée en faveur de l'abattage des chevaux en fin de vie, en 2014. La commission Bien-être et comportement s'est désolidarisée de cette position en 2015. Axel Kahn s'est déclaré « allergique à l’hippophagie » et « horrifié à l’idée qu’une de ses juments finisse au couteau ». Plusieurs personnalités du monde équestre se sont prononcées en faveur de l'hippophagie, souvent au motif de la sauvegarde des races lourdes. Bartabas a fait une déclaration choc : « Si vous aimez les chevaux, mangez-en ! ». Jean-Pierre Digard estime lui aussi que certaines races disparaîtront sans l'hippophagie. Les juristes Claire Bobin et Charles Dudognon signalent qu'il est important de prendre en considération la survie de ces races grâce à la filière de la viande. Amélie Tsaag Valren rappelle que l'adaptation de ces races lourdes au marché de la viande entraîne une dérive dans les critères de sélection, matérialisée par l'existence de chevaux qui souffrent de problèmes de santé dus à leur obésité et à des gestations à répétition.
Analysant ce débat, Éric Baratay estime que le refus de l'abattage et de l'hippophagie l'emportera haut la main, car la vision du cheval comme animal de rente tend à disparaître et à ne concerner que les anciennes générations, alors que l'« équitation sans violence » et la volonté de tisser un lien fort avec l'animal rencontrent un grand succès auprès des jeunes.

### Sur la mise à la retraite
La plupart des associations de protection animale, comme la SPA, souhaitent que le cheval puisse bénéficier d'une retraite après son exploitation dans les activités équestres, hippiques ou d'élevage. Axel Kahn soutient l'idée « qu’une fraction des gains de la filière équine serve à financer des lieux pour la fin de vie de chevaux ». Un nombre croissant de vétérinaires s'investit dans la « gériatrie équine » afin de répondre aux besoins des propriétaires de chevaux âgés. Des pensions-retraite pour chevaux existent, aussi bien en France qu'en Belgique et en Suisse. Le développement des pension-retraite entraîne le risque de voir des personnes incompétentes proposer des prestations mal encadrées. Le changement de rythme du cheval doit faire l'objet d'une réflexion éthique et pratique, car le passage d'une utilisation intensive à une absence totale d'utilisation et de rapports avec des humains pourrait générer du mal-être. De plus, la question de l'affect du cheval n'est pas tranchée.

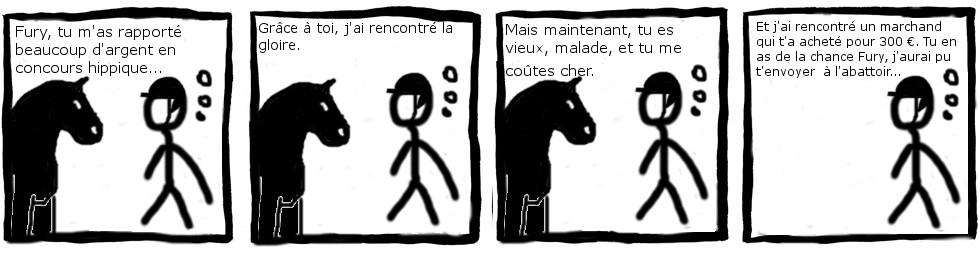
Illustration d'un problème d'éthique dans la relation entre un cheval et son cavalier-propriétaire

En 1990, l'étude de V. Chevalier soulignait que la mise à la retraite des chevaux est une cause d'abandon de l'équitation : « ayant mis leur premier cheval à la retraite, ils [les cavaliers propriétaires] doivent l'entretenir à ne rien faire et se trouvent, de ce fait, dans l'impossibilité financière d'en acheter un second. La plupart de ces cavaliers abandonnent donc l'équitation [...] ».

### Sur l'euthanasie et l'équarrissage
Pour certains détenteurs de chevaux, la mort de l'animal est l'aboutissement d'un cycle de production, tandis que pour d'autres, elle représente une lourde perte affective. Ces derniers souhaitent avoir le choix dans la destination du corps de leur animal après sa mort hors d'un abattoir. En fonction du désir du propriétaire et des législations locales, ce choix peut être l'équarrissage, l'enterrement ou l'incinération. En France, seul l'équarrissage est légal, le service d'incinération n'étant pas disponible sur tout le territoire. Axel Kahn dénonce ce « racket » obligatoire, et souhaite une possibilité de débattre d'une légalisation de l'enterrement du cheval avec les pouvoirs publics. Au Royaume-Uni, l'enterrement du cheval est légal. En Écosse et au Pays de Galles, seuls les chevaux « de compagnie » peuvent être enterrés.
Plusieurs vétérinaires se sont exprimés sur la « meilleure manière » de donner la mort à un cheval. Claire Scicluna, membre de l'AVEF, soutient que l'abattage est meilleur qu'une euthanasie, disant qu'elle ne souhaite pas que des propriétaires de chevaux en bonne santé se présentent chez les vétérinaires pour faire euthanasier leur animal, faute de moyens de l'entretenir. L'euthanasie entraîne des contraintes, le vétérinaire devant maîtriser la technique pour offrir une mort sans souffrances. Son impact sur l'environnement est considéré comme néfaste, de même que celui d'une incinération.

### Sur la réification, la domination et le modèle économique

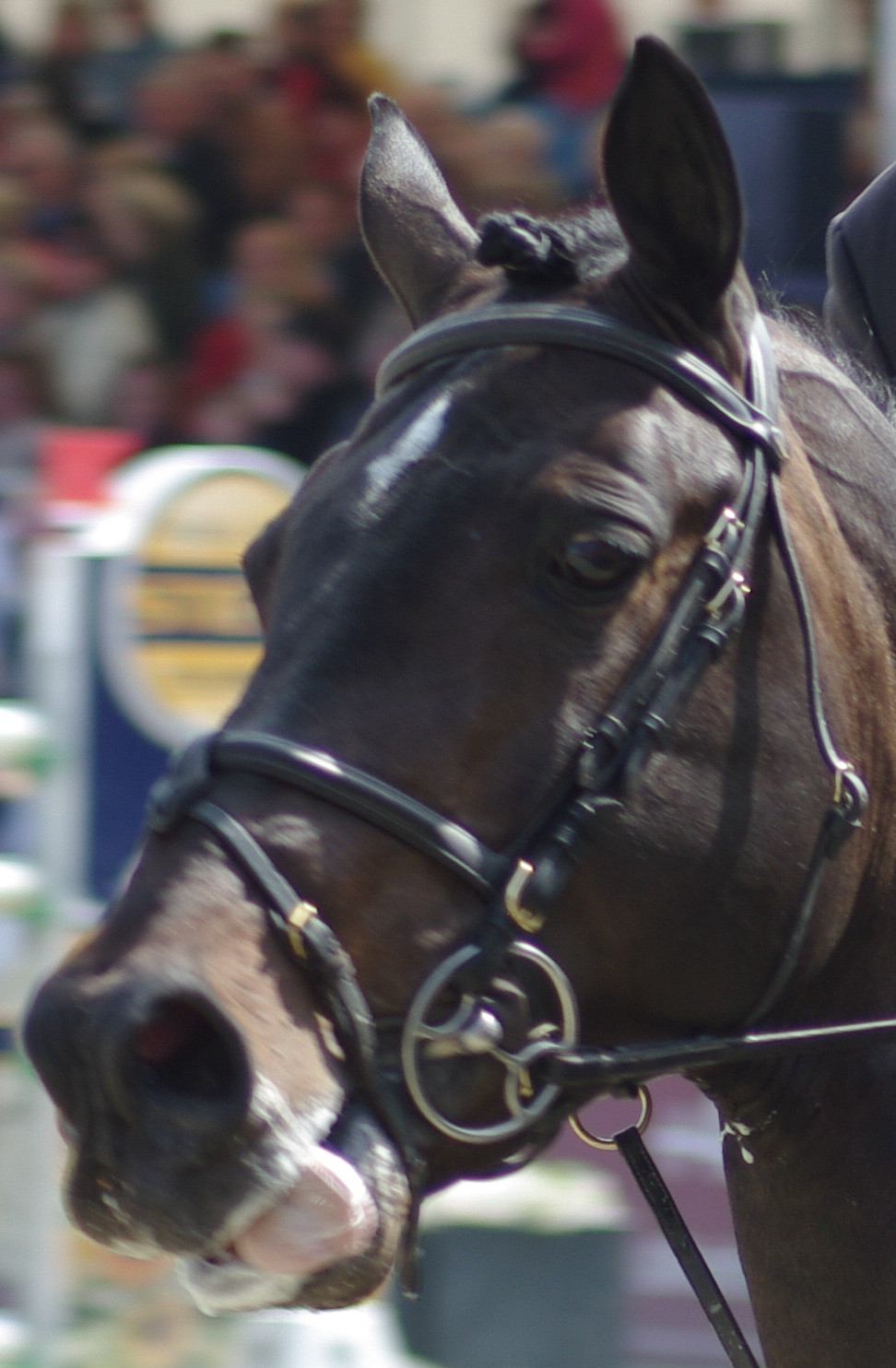
Cheval de compétition portant une muserolle et tirant la langue

Pour Émilie De Cooker, « la réification du cheval de compétition et la négation préalable de son statut de sujet moral relèvent d'une conception réductionniste de l'existence animale » : cela entraîne l'absence de prise en compte de son bien-être, le recours à des méthodes douloureuses pour augmenter les performances, et la primauté de l'intérêt financier sur l'éthique, par exemple dans le cadre du débourrage précoce des Pur-sangs à 18 mois. Elle souhaite « favoriser l'émergence d'une équitation, et de sports équestres, dans lesquelles la domination n'ait pas sa place. Penser et pratiquer une équitation qui ne repose pas sur l'impossibilité pour le cheval de se rebeller, mais lui laisse au contraire la possibilité de s'exprimer comme un être intelligent et sensible » :

« Lorsqu'on domine un cheval comme on domine un objet ou comme on croit dominer le monde, la relation ainsi établie ne permet pas l'expression d'un souci éthique du bien-être de son cheval. »

— Émilie De Cooker
Le docteur en sciences économiques Jean-Jacques Gouguet estime que le modèle libéral-productiviste, qui favorise des pratiques comme le clonage et le dopage, témoigne de ce que le spectacle sportif équestre est dans une « impasse totale » : « il faudra bien finir par mettre en place un modèle alternatif consistant à sortir de l’économique ». Dans Le Monde, Henri Seckel s'est opposé au re-nommage d'êtres vivants pour le sponsoring « au nom du fric », et témoigne de la pression que font peser les entreprises responsables pour que les journalistes utilisent le nom du sponsor lorsqu'ils rédigent des articles sportifs.

### Sur le clonage
Le clonage du cheval implique des questionnements de bioéthique, puisqu'il entraîne un fort taux de mortalité d'embryons, de fœtus et de poulains nouveau-nés ou jeunes, en plus de contribuer à la réification. Pour ces raisons, le Haras national suisse a conclu que « dans l’état actuel des connaissances, le recours au clonage de chevaux est injustifiable sur le plan éthique ». Au Royaume-Uni, le chercheur William (Twink) Allen s'est vu refuser en 2004 l'autorisation de poursuivre ses essais de clonage, les animaux pouvant présenter des malformations, des anomalies et des maladies selon les autorités britanniques. Le Dr Natasha Lane, de la Société pour la prévention de la cruauté envers les animaux (RSPCA), a déclaré qu'il n'est pas acceptable de cloner des chevaux « simplement pour avoir une médaille d'or ». Allen s'est élevé contre cette décision, estimant que le gouvernement britannique a « cédé face au lobby des associations de protection animale ». D'après différentes enquêtes, dont celle réalisée par Cheval Savoir en 2009, le clonage des chevaux est globalement mal accepté par les cavaliers et les professionnels. Pour le scientifique français Éric Palmer, la technique est « diabolisée » en raison de méconnaissances. L’American Quarter Horse Association a déclaré que « [...] les clones n'ont pas de parents, le clonage n'est pas de l'élevage. Il ne s'agit que de photocopies du même cheval », pointant son faible taux de succès et le risque de voir se développer des maladies génétiques encore inconnues. Le Jockey Club s'est également distingué par une forte opposition. Le Dr Thomas Reed, qui possède le haras privé Morningside Stud en Irlande (où est né Hickstead), s'oppose publiquement au clonage après la mort accidentelle de son étalon en compétition, fin 2011.
Émilie De Cooker relève que d'après la société de clonage Cryozootech, « l'absence de souffrance des animaux et l'aspect naturel de la gestation semblent suffire pour clore le débat portant sur la légitimité de cette pratique ». Elle voit dans « l'adoption du clonage comme méthode d'élevage à part entière le signe d'une banalisation du rapport de réification que l'homme a établi avec le cheval ».